# Pajaro Dunes
Pajaro Dunes ist ein census-designated place (CDP) im Santa Cruz County im US-Bundesstaat Kalifornien mit 122 Einwohnern (Stand: 2020). Pajaro Dunes liegt in der Monterey Bay an der Pazifikküste, südwestlich von Watsonville am Nordufer des Pajaro River, weniger als zwei Kilometer von dessen Mündung in den Pazifischen Ozean.

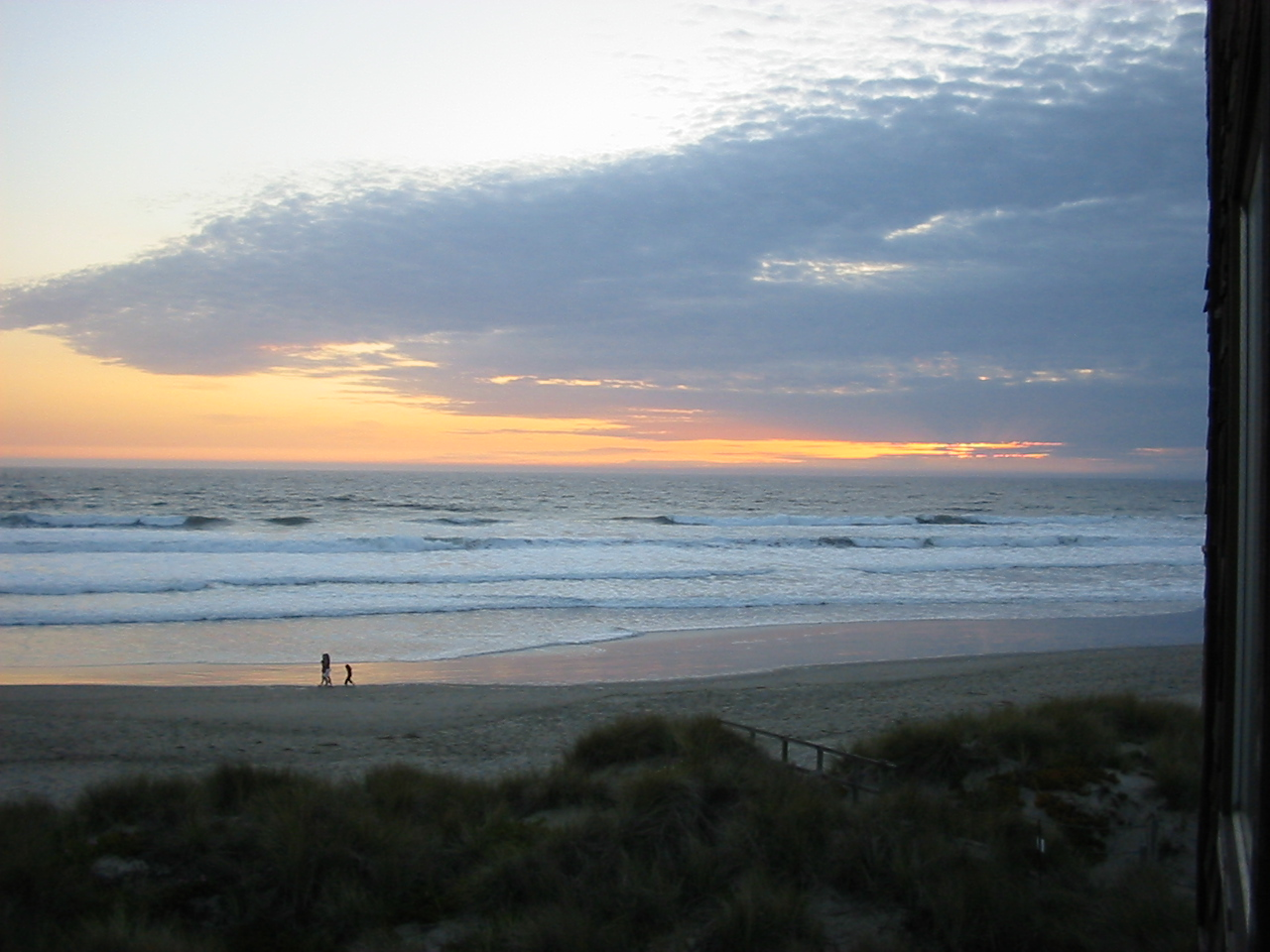
Sonnenuntergang am Strand von Pajaro Dunes

Bei der Siedlung handelt es sich um eine sogenannte Gated Community, mit Zugangsbeschränkungen für Besucher.
Die Bevölkerung lag 2020 bei nur 122 Personen, obwohl insgesamt 564 Wohneinheiten zur Verfügung stehen. Das Durchschnittsalter lag 2020 mit knapp über 65 Jahren, fast 30 Jahre höher, als der Altersmedian in ganz Kalifornien. Der Ort scheint besonders bei Veteranen sehr beliebt zu sein, die nach Angaben des Statistikamtes United States Census Bureau über 12 Prozent der Bewohner ausmachen, während der kalifornische Durchschnitt bei 4,6 Prozent liegt.
Urlauber haben die Möglichkeit sich temporär in der Gated Community einzumieten. Neben Ferienhäusern und Apartments gibt es auch ein Resort-Hotel der gehobenen Preisklasse.
Zu den am häufigsten gesichteten Wildtieren bei Pajaro Dunes zählen der Kalifornische Seelöwen, Seehunde, der Schwarzkopf-Phoebetyrann und der Baumfrosch Pseudacris sierra.